# Leporinus sexstriatus
Leporinus sexstriatus és una espècie de peix de la família dels anostòmids i de l'ordre dels caraciformes.

## Morfologia
- Els mascles poden assolir 8 cm de llargària total.[4][5]

## Hàbitat
Viu en zones de clima tropical.

## Distribució geogràfica
Es troba a Sud-amèrica: conques dels rius Papagaio i Tapajós al Brasil.